# Alexandra Danneel
Alexandra Danneel (Ostenda, 2 marzo 1995) è una pattinatrice di short track belga.

## Biografia
È sorella maggiore del pattinatore a rotelle e di short track David Danneel.
Ha studiato educazione fisica all'Hogeschool VIVES. Nel 2021 ha conseguito un master in lingue straniere presso l'Università Cattolica di Lovanio a Bruxelles. Ha svolto attività di volontariato per la Royal Belgian Speed Skating Federation (KBSF), scrivendo e redigendo articoli per il sito ufficiale della federazione e curando gli account sui social media. Ha operato come volontaria per l'Ostend Film Festival, traducendo materiali e sottotitoli.
Intrattiene una relazione con il belga Rino Vanhooren, anche lui pattinatore di short track di caratura internazionale.
Gareggia anche nel pattinaggio di velocità a rotelle per lo Zwaantjes Roller Club Zandvoorde in Belgio.

### Carriera
Ha iniziato a praticare lo short track a livello agonistico all'età di sedici anni a Bruges. La sua squadre di club è il Boudewijn Schaatsclub di Bruges.
Ha partecipato a diverse edizioni dei campionati europei. Il suo miglior risultato è stata la vittoria della medaglia d'argento a Danzica 2023 nella staffetta mista 2000 m, con i compagni Tineke den Dulk, Hanne Desmet, Stijn Desmet, Ward Pétré e Adriaan Dewagtere.

## Palmarès
- Europei

Danzica 2023: argento nella staffetta 2000 m mista;